# انتخابات مجلس کره جنوبی (۲۰۲۴)
انتخابات مجلس کره جنوبی در ۱۰ آوریل ۲۰۲۴ برگزار شد. از تمام۳۰۰ نماینده مجلس ملی، ۲۵۴نفر براساس رأی‌گیری نخست‌گزینی و ۴۶ نفر براساس نمایندگی تناسبی انتخاب شدند. دو حزب بزرگ، حزب لیبرال دموکرات و حزب محافظه کار قدرت خلق، بار دیگر احزاب اقماری را برای استفاده از سیستم انتخاباتی تأسیس کردند.
در این انتخابات احزاب اپوزیسیون، عمدتاً حزب دموکرات کره، مجموعاً ۴ کرسی را از دست دادند، در حالی که به صورت جداگانه نسبت به انتخابات قبلی کرسی‌های بیشتری کسب کردند. قانونگذاران جدید اولین دیدار خود را در ۳۰ مه برگزار خواهند کرد.